# HD33903
HD33903 — хімічно пекулярна зоря спектрального класу A1, що має видиму зоряну величину в смузі V приблизно  9,2.
Вона  розташована на відстані близько 1802,0 світлових років від Сонця.